# 张飙
张飙（1946年8月—），男，河北人，中国新闻工作者、书法家，《科技日报》原总编辑，中国书法家协会原副主席，中华海外联谊会常务理事。